# Mine de charbon Kapitalna
La mine de charbon Kapitalna (en ukrainien : Шахта «Капітальна») est une mine de charbon située en Ukraine, dans l'oblast de Donetsk.
Cette mine a été ouverte en 1999 et porte aussi le nom de Stakhanov jusqu'en 2017. Le nombre d'employés en 1999 était de 6 599, dont 4 400 ouvriers de fond.

## Production
Avec des réserves estimées de 7 million de tonnes,  de charbon, sa production annuelle est de 2,4 million de tonnes.

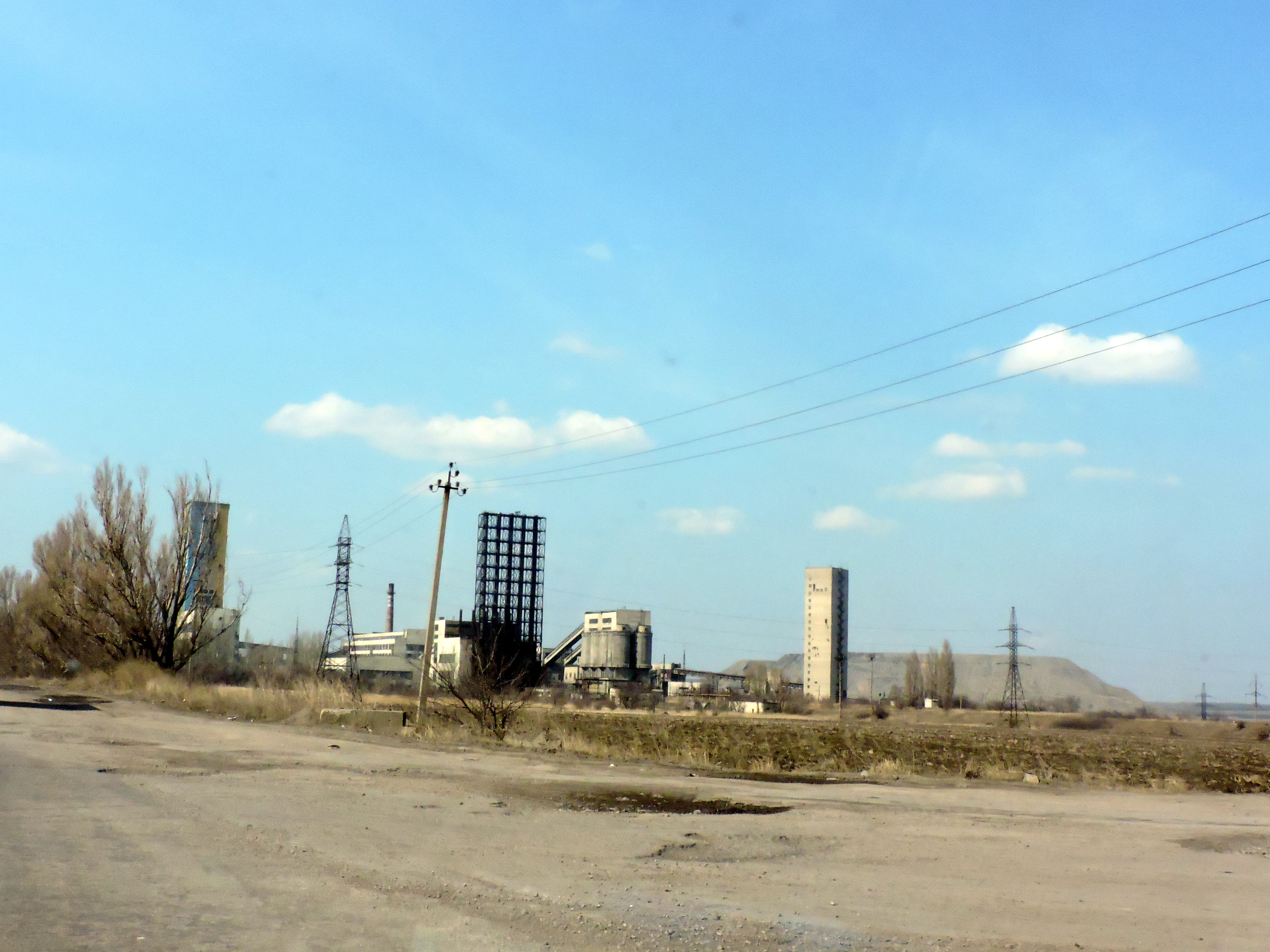
Puits et terril.